# ويليام لارابي
ويليام لارابي (بالإنجليزية: William Larrabee (Iowa)) (و. 1832 – 1912 م) هو سياسي، ومدرس من الولايات المتحدة الأمريكية . ولد في ليديارد . تولى منصب عضو مجلس ولاية ايوا .
وهو عضو في الحزب الجمهوري .